# Alan I av Bretagne
Alan I av Bretagne, död 907, var hertig av Bretagne mellan 876 och 907.